# Manilkara bella
Manilkara bella е вид растение от семейство Sapotaceae. Видът е застрашен от изчезване.

## Разпространение
Разпространен е в Бразилия (Еспирито Санто и Рио де Жанейро).